# 単色画

崔明永（チェ・ミョンヨン）

単色画（たんしょくが、朝: 단색화）は、1970年代中頃よりはじまった韓国人作家たちによる美術動向(アート・ムーブメント、芸術運動)である。絵具を押し付ける、キャンバスを浸す、鉛筆を滑らせる、紙を裂くというように素材を巧みに駆使することで作品を作り上げていった。日本語と同様、韓国語でも文字通り「モノクローム・ペインティング」を意味する。1980年に美術批評家の李逸の言及によって、中間色を用いた抽象的な絵画作品を描いた作家たちのゆるやかな集まりのことをこう呼ぶようになった。ソウル、東京、パリといった地での展覧会開催によって、単色画は国際的に現代韓国美術を代表する動向となり、現代アジア美術における礎石のような存在であると言える。

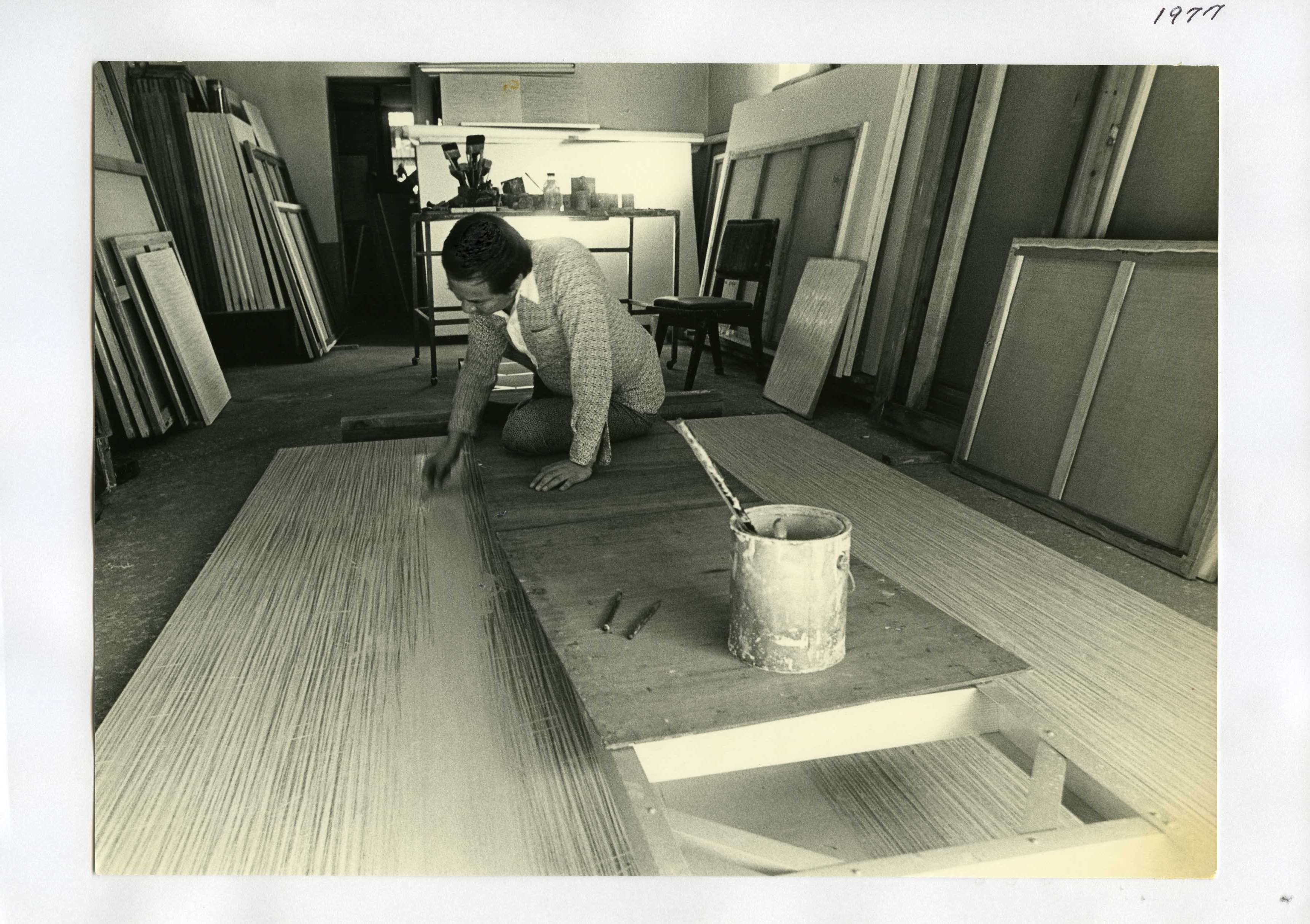
パク・ソボの作品製作の様子（1977年）

主な作家には、趙容翊 (チョウ・ヨンイク)、丁昌燮 (チョン・チャンソプ)、鄭相和 (チョン・サンファ)、河鍾賢 (ハ・ジョンヒョン)、許榥 (ホ・ファン)、金麒麟、權寧禹 (クォン・ヨンウ)、李東燁 (リ・ドンヨプ) 、李禹煥、朴栖甫 (パク・ソボ)、徐承元 (ソ・スンウォン)、尹亨根 (ユン・ヒョングン)、金昌烈（キム・チャンヨル）がいる。

## 変遷
李禹煥は、1956年に日本へと移り1960年代よりおこった「もの派」という美術動向の中心人物のひとりとなる。その後、1970年代中頃より彼は同胞である韓国人作家へと東京のアート・シーンを紹介する役目を担った。初の主要な単色画作家によるグループ展「韓国・五人の作家 五つのヒンセク<白>」が、1975年5月に東京画廊で開催される。同展では、權寧禹、李東燁 、許榥、徐承元、朴栖甫といった5人の作家を紹介している。

## 近年の再評価
2013年に、単色画についての学術的エッセイが初めて掲載された「Contemporary Korean Art: Tansaekhwa and the Urgency of Method 」が、ミネソタ大学出版により刊行。同書は、カレッジ・アート・アソシエーション (College Art Association) により主催される、美術分野における優れた論文を評価するチャールズ・ルフス・モーレー・アワード (Charles Rufus Morey Award) で最終選考に残った4作のうちのひとつに選ばれたが、これは近現代アジア美術論では初の快挙である。2014年以来からはじまった韓国や米国での単色画を検証する展覧会の相次ぐ開催は、単色画に対する美術批評的かつ商業的な再評価へのきっかけとなった。